# Victor Rendon
Víctor Manuel Rendón Pérez (2 décembre 1859, Guayaquil - 9 octobre 1940) est un diplomate et homme de lettres équatorien.

## Biographie
Élève au Collège Stanislas à Paris, il suit ses études à la Sorbonne et obtient son doctorat de médecine de la Faculté de médecine de Paris.
Il est nommé attaché de légation en Angleterre et en France entre 1885 et 1889.
Il est ministre plénipotentiaire de l'Équateur en France et en Espagne entre 1903 à 1914.
L’Académie française lui décerne le prix de la langue-française en 1933 pour Lorenzo Cilda.
Il est membre de l'Académie Équatorienne, de l'Académie Espagnole, de l'Academia Hispanoamericana de Ciencias, Letras y Artes, de l'Académie diplomatique internationale (en).
Il est le père de Manuel Rendón (es).

## Publications
- Olmedo, homme d’État et poète américain, chantre de Bolívar (1904)
- Miscellanée (1918-1928)
- L'Amérique latine et la guerre Tome second (1920)
- Ecos de amor y guerra (1927)
- Obras Dramaticás de Victor M. Rendon, ... ; Charito ; Salus Populi ; En fuente Florida (1927)
- Lorenzo Cilda : novela ecuatoriana, original (1929)
- La frontière de la république de l'Equateur (1931)
- Obras dramáticas de Victór M. Rendón T. II, Nuestras hermanas latinas, Almas-hermosas, Cuadro heróico, Las tres victorias (1931 )
- Teatro : obras representadas en el Ecuador 1922-1936 (1937)
- Lorenzo Cilda (1938)

### Sources
- Eladio Cortés, Mirta Barrea-Marlys, Encyclopedia of Latin American Theater, 2003
- Richard Young, Odile Cisneros, Historical Dictionary of Latin American Literature and Theater, 2010